# Vincent F. Harrington
Vincent Francis Harrington (Sioux City, Iowa, Amerikai Egyesült Államok, 1903. május 16. – Rutland, Anglia, Egyesült Királyság, 1943. november 29.) amerikai demokrata képviselő, a légierő őrnagya. Szolgálati ideje alatt szívrohamot kapott. Egy Liberty osztályú hajó a nevét viseli.

## Fiatalkora
Szülei Thomas F. és Maria Harrington. A Cathedral Grammar Schoolba, majd a ferencesek által Harrington szüleitől vásárolt telken alapított Trinity College Academybe járt. A Notre Dame Fighting Irishnél a „négy lovasnak” becézett csapat amerikaifutball-játékosa volt.
1925-ös diplomaszerzését követően a Columbia Egyetem (ma Portlandi Egyetem) atlétikai igazgatója, valamint közgazdaság- és történelemoktatója volt. 1927 után visszatért Sioux Citybe, ahol édesapja cége, a Continental Mortgage Company igazgatóhelyettese és kincstárnoka, később vezérigazgatója volt.
1927. június 7-én feleségül vette Catherine O’Connort. Két lányuk (Catherine Tim és Patricia Ann) született.

## Pályafutása
1933 és 1937 között az iowai szenátus tagja volt.

### Megválasztása
1936 júniusában a demokraták kormányzóhelyettesnek jelölték, azonban Richard L. Murphy szenátor autóbalesetben elhunyt, és mandátumának maradék idejét Guy Mark Gillette töltötte ki, Harringtont pedig inkább képviselőnek jelölték. A választáson több mint tízezer szavazattal legyőzte a republikánus Fred B. Wolfot.

### Újraválasztások
1938-ban 269, 1940-ben pedig 2140 szavazattal győzte le a republikánus Albert F. Swansont.

### A körzetek újrarajzolása
Az 1940-es népszámlálást követően Iowa állam kilenc választókerületéből egyet elvesztett, így a republikánus többségű képviselőház a 9. körzetből Monona megye 7. kerületbe sorolásával megalkotta a 8. kerületet. Az átrajzolással Harrington újraválasztási esélye jelentősen csökkent.
A második világháború kitörésekor ellenezte Franklin D. Roosevelt semlegességtől való eltávolodását, és a kölcsönbérleti törvény, valamint a katonai embargók felfüggesztése ellen szavazott. 1936 után Iowában Roosevelt népszerűsége csökkent, ami Harringtont népszerűbbé tette, azonban a Pearl Harbor elleni japán támadást követően a semlegességet támogató képviselők nehezen tartották meg székeiket.

### Lemondása
1940-es választási ígérete az volt, hogy ha valaha a háború mellett szavaz, ő maga is csatába indul, így a Pearl Harbor-i támadást követően 1942 májusában a légierő századosa lett. Azt nyilatkozta, hogy „a képviselői státuszomról való döntés a választókerület népének kezében van”.
Az 1942-es választás előtt Roosevelt megtiltotta, hogy a képviselők részt vegyenek a háborúban, ezért Harrington 1942. szeptember 5-én távozott a kongresszusból.
Lemondása miatt két jelöltet választottak: a mandátumának maradék idejére a republikánus Harry E. Narey-t, míg a következő ciklusra a szintén republikánus Charles B. Hoevent.

## Katonai szolgálata és halála
1943. november 29-én Rutlandben szívrohamban elhunyt. Sírhelye a Cambridge-i Amerikai Temetőben van.
1944 júliusában özvegye felavatta a Liberty osztályú SS Vincent Harringtont.

## Fordítás
- Ez a szócikk részben vagy egészben  a   Vincent F. Harrington című angol Wikipédia-szócikk ezen változatának fordításán alapul.  Az eredeti cikk szerkesztőit annak laptörténete sorolja fel. Ez a jelzés csupán a megfogalmazás eredetét és a szerzői jogokat jelzi, nem szolgál a cikkben szereplő információk forrásmegjelöléseként.